# Kalimeris
Kalimeris là một chi thực vật có hoa trong họ Cúc (Asteraceae).

## Loài
Chi Kalimeris gồm các loài: